# Hyam Maccoby
Hyam Maccoby (20 de març de 1924 - 2 de maig de 2004), fou un investigador jueu britànic i dramaturg especialitzat en l'estudi de la tradició religiosa cristiana i jueva.
Maccoby també va escriure extensament sobre el fenomen de l'antic i el modern antisemitisme. Segons ell les tradicions evangèliques culpen els jueus per la mort de Jesús, i especialment, la llegenda de Judes Iscariot (que ell creia que era un producte de l'Església Paulina) com les arrels de l'antisemitisme cristià. Altres temes de Maccoby inclouen el Talmud, la tradició i la història de la religió jueva.

## La disputa
Hyam Maccoby és autor de l'obra Autors jueus a la banqueta. Disputes jueves-cristianes a l'Edat Mitjana, llibre que recull les traduccions i comentaris de disputes entre jueus i cristians durant l'edat mitjana.
També va escriure La disputa, obra que representa la dramàtica confrontació pública que es va celebrar a Barcelona, l'any 1263 i que va enfrontar al Rabí Bonastruc ça Porta i el cristià convers Pau Cristià en presència del rei Jaume I. L'obra va ser transmesa pel Channel 4.

## Teories de Maccoby sobra el Jesús històric
Maccoby considerar la imatge de Jesús que figura en els Evangelis canònics i la història de l'Església primitiva del Llibre dels Fets com molt distorsionada i plena de tradicions mítiques, però també defensar que a partir d'aquests escrits es podria reconstruir una història força exacta de la vida de Jesús.
Maccoby també va proposar que Jesús, que sempre començava les seves pregàries amb el mot abba 'pare', era conegut com a Jesús Bar Abba o Jesús Barrabàs (Jesús fill del pare), la persona la llibertat de la qual demanava el poble al prefecte de Judea Ponç Pilat.
Maccoby va argumentar que el veritable Jesús no era un rebel en contra de la llei jueva, sinó un jueu messiànic amb una vida i ensenyaments en sintonia dins del corrent principal del judaisme del primer segle. Ell creia que Jesús fou executat com un rebel contra l'Imperi Romà. No diu que Jesús fos el líder d'una revolta armada reial. Més aviat, Jesús i els seus seguidors, inspirats en la Bíblia hebrea o Antic Testament i els escrits dels profetes, esperaven una intervenció sobrenatural divina que posés fi a la dominació romana, i restaurés el regne davídic amb Jesús com el rei ungit per Déu, i inaugurés l'era messiànica de la pau i la prosperitat per a tothom. Aquestes expectatives no es van complir, i Jesús va ser arrestat i executat pels romans.

## Obra
- The Day God Laughed: Sayings, Fables and Entertainments of the Jewish Sages (with Wolf Mankowitz, 1973)
- Revolution in Judea: Jesus and the Jewish Resistance (1973)
- Judaism on Trial: Jewish-Christian Disputations in the Middle Ages (1981)
- The Sacred Executioner: Human Sacrifice and the Legacy of Guilt (1983)
- The Mythmaker: Paul and the Invention of Christianity (1986)
- Judaism in the First Century (1989)
- Paul and Hellenism (1991)
- Judas Iscariot and the Myth of Jewish Evil (1992)
- A Pariah People: Anthropology of Anti-Semitism (1996)
- Ritual and Morality (1999)
- The Philosophy of the Talmud (2002)
- Jesus the Pharisee (2003)
- Anti-Semitism and Modernity (2004)